# Lisy Christl
Lisy Christl (* 29. August 1964 in München) ist eine deutsche Kostümbildnerin. Sie wurde zweimal mit dem Deutschen Filmpreis für das Beste Kostümbild ausgezeichnet. Ihr Kostümbild für Roland Emmerichs Historienfilm Anonymus brachte ihr 2012 eine Oscarnominierung ein. 2025 wurde sie für ihr Kostümbild in Edward Bergers Thriller Konklave erneut für einen Oscar nominiert.

## Leben
Nach einer Schneiderlehre und anschließender Gesellenzeit an den Münchner Kammerspielen besuchte Lisy Christl die Meisterschule für Mode in München. Fünf Jahre lang war sie als Assistenz bei Theater und Film tätig. Sie arbeitete 1992 bei der Produktion von Joseph Vilsmaiers Antikriegsfilm Stalingrad als Garderobiere. Bei Vilsmaiers Spielfilm Schlafes Bruder arbeitete Christl 1995 als Assistentin der Kostümbildnerin Ute Hofinger.
Seit 1995 ist sie freischaffend als Kostümbildnerin tätig. Sie arbeitete unter anderem mit Regisseuren wie Michael Haneke, Lars Büchel, Christian Petzold, Florian Gallenberger, Matti Geschonneck, Roland Emmerich, Baltasar Kormákur, Karoline Herfurth, Michael Herbig, Terrence Malick und Edward Berger zusammen.
2006 war sie für das Kostümbild zu Florian Gallenbergers Schatten der Zeit für den Deutschen Filmpreis nominiert. 2009 erhielt sie die Auszeichnung für das Kostümbild zu John Rabe zugesprochen. Roland Emmerichs Historienfilm Anonymus aus dem Jahr 2011 stattete Christl mit Kostümen des elisabethanischen Zeitalters aus. Diese Arbeit brachte ihr Nominierungen für den Oscar und den Satellite Award sowie ihre zweite Auszeichnung mit dem Deutschen Filmpreis ein.
Beim Deutschen Filmpreis 2023 war Christl für ihre Arbeit an Edward Bergers Antikriegsfilm Im Westen nichts Neues ein weiteres Mal nominiert. Ihr Kostümbild bei diesem Film wurde auch mit einer Nominierung bei den BAFTA Awards 2023 gewürdigt. Ihre nächste Zusammenarbeit mit Berger für den Thriller Konklave wurde 2025 mit Nominierungen für den Oscar und bei den BAFTA Awards für das Beste Kostümdesign honoriert.
Sie ist Mitglied der Deutschen Filmakademie, im Verband der Berufsgruppen Szenenbild und Kostümbild (VSK) und der Academy of Motion Picture Arts and Sciences (AMPAS).
Lisy Christl lebt seit 1999 in Berlin.

## Filmografie
- 1997: Das Schloß (Fernsehfilm)
- 1997: Funny Games
- 1998: Opernball (Fernsehfilm)
- 1999: SK Kölsch (Fernsehserie, 3 Episoden)
- 1999: ’Ne günstige Gelegenheit
- 2000: Marlene
- 2000: Der Bär ist los!
- 2000: Jetzt oder nie – Zeit ist Geld
- 2001: Das Sams
- 2001: Toter Mann (Fernsehfilm)
- 2003: Wolfsburg
- 2003: Wolfzeit
- 2004: Erbsen auf halb 6
- 2004: Schatten der Zeit
- 2005: Caché
- 2006: Reine Formsache
- 2006: Nichts als Gespenster
- 2007: Polizeiruf 110: Dunkler Sommer (Fernsehfilm)
- 2007: Ein spätes Mädchen (Fernsehfilm)
- 2009: John Rabe
- 2009: Lila, Lila
- 2010: Boxhagener Platz
- 2011: Anonymus
- 2012: Was bleibt
- 2013: White House Down
- 2013: The Missionary (Fernsehfilm)
- 2014: Alles ist Liebe
- 2015: Point Break
- 2016: Independence Day: Wiederkehr (Independence Day: Resurgence)
- 2016: SMS für Dich
- 2018: Ballon
- 2018–2019: Counterpart (Fernsehserie, 10 Episoden)
- 2020: Ein verborgenes Leben (A Hidden Life)
- 2020: Der Überläufer (Fernsehzweiteiler)
- 2021: Nebenan
- 2022: Im Westen nichts Neues
- 2024: Konklave (Conclave)

## Auszeichnungen und Nominierungen
BAFTA Awards
- 2023: Nominierung für das Beste Kostümbild (Im Westen nichts Neues)
- 2025: Nominierung für das Beste Kostümbild (Konklave)

Critics’ Choice Movie Award
- 2025: Nominierung für die Besten Kostüme (Konklave)

Deutscher Filmpreis
- 2006: Nominierung für das Beste Kostümbild (Schatten der Zeit)
- 2009: Auszeichnung für das Beste Kostümbild (John Rabe)
- 2012: Auszeichnung für das Beste Kostümbild (Anonymus)
- 2023: Nominierung für das Beste Kostümbild (Im Westen nichts Neues)

Oscar
- 2012: Nominierung für das Beste Kostümbild (Anonymus)
- 2025: Nominierung für das Beste Kostümbild (Konklave)